# Кабанов, Ефим Ефремович
Ефи́м Ефре́мович Каба́нов (1 апреля 1901 года, дер. Горки, Новоторжский уезд, Тверская губерния — 18 января 1977 года, Москва) — советский военный деятель, генерал-майор танковых войск (7 июня 1943 года).

## Начальная биография
Ефим Ефремович Кабанов родился 1 апреля 1901 года в деревне Горки ныне Лихославльского района Тверской области в крестьянской семье.
Окончил четыре класса сельской школы.
Работал чернорабочим в железнодорожном депо на станции Тверь, а с февраля 1919 года — писарем-учётчиком в налоговом подотделе финотдела.

## Военная служба

### Гражданская война
16 марта 1920 года призван в РККА и направлен в 1-й запасной пехотный полк, дислоцированный в Москве, а через несколько дней переведён на учёбу в школу младших артиллерийских инструкторов при 1-й Московской артиллерийской бригаде, после окончания которой в ноябре того же года назначен на должность старшего артиллериста на бронепоезде № 74 имени Озолина в составе Киевского военного округа, после чего принимал участие в боевых действиях против вооруженных формирований под командованием Н. И. Махно в районе Казатина, Жмеринки, Лозовой и Мелитополя.

### Межвоенное время
В сентябре 1921 года Кабанов направлен на учёбу в Военную броневую командную школу РККА, после окончания которой в сентябре 1924 года направлен в отдельный танковый полк, дислоцированный в Москве, где служил на должностях командира тяжёлого танка «Рикардо», командира танкового взвода, старшего техника, командира танковой роты и батальона. В мае 1930 года переведён в формировавшуюся 1-ю Московскую механизированную бригаду имени К. Б. Калиновского, где был назначен на должность помощника командира по технической части 2-го танкового полка.
В мае 1931 года Е. Е. Кабанов сформировал в Москве отдельный опытный танковый батальон, состоявший из МС — 1. В июне батальон был передислоцирован на станцию Уречье, где был включён в состав 4-й стрелковой дивизии (Белорусский военный округ).
В октябре 1931 года назначен на должность командира батальона в составе 1-го танкового полка в Смоленске, в мае 1932 года переведён на эту же должность в составе 4-й механизированной бригады, дислоцированной в Бобруйске, в октябре того же года — на должность помощника командира 4-й механизированной бригады по технической части, а в ноябре 1938 года — на должность начальника Автобронетанковых войск Бобруйской армейской группы войск Белорусского военного округа, находясь на которой, принимал участие в ходе похода Красной армии в Западную Белоруссию. Вскоре переведён на должность начальника Автобронетанковых войск в 4-й армии.
В октябре 1940 года направлен на учёбу на курсы усовершенствования высшего начальствующего состава при Военной академии имени М. В. Фрунзе, после окончания которых Кабанов в мае 1941 года вновь назначен на должность начальника Автобронетанковых войск в 4-й армии.

### Великая Отечественная война
По состоянию на 22 июня 1941 года полковник Кабанов находился в Бресте в связи со служебным заданием при танковой дивизии. Вскоре принимал участие в оборонительных боевых действиях против 2-й танковой группы противника на направлениях на Кобрин, Барановичи, Слуцк, Бобруйск, Кричев, в ходе которых попал в окружение, по выходе из которого 30 июля 1941 года назначен на должность начальника автобронетанкового управления Центрального фронта, после чего командовал группой бронепоездов в районе Рославля.
28 августа 1941 года назначен на должность начальника автобронетанкового управления Брянского фронта, после чего руководил действиями 108-й танковой дивизии, 141-й и 121-й танковых бригад. С 24 января 1942 года находился в резерве фронта.
9 марта 1942 года Кабанов назначен на должность заместителя по автобронетанковым войскам командующего Приморской армии, после чего принимал участие в боевых действиях на территории Крыма. 2 июля вместе с группой штаба армии был эвакуирован из Севастополя в Краснодар, после чего 12 июля назначен на должность заместителя командующего 47-й армией по танковым войскам, а 5 августа — на должность командира 77-й стрелковой дивизией, которая принимала участие в ходе Новороссийской оборонительной операции и боях за Новороссийск. В конце октября её части были обращены на укомплектование 216-й стрелковой дивизии.
12 октября 1942 года назначен на должность заместителя командующего Черноморской группой войск Закавказского фронта по танковым войскам, после чего принимал участие в ходе Туапсинской оборонительной операции и наступательных боевых действиях на краснодарском направлении. В феврале 1943 года Черноморская группа войск была направлена в Северо-Кавказский фронт.
7 июня 1943 года Кабанов назначен на должность начальника Горьковского учебного бронетанкового центра, а 1 августа — на должность начальника управления формирования и укомплектования Главного Управления формирования и боевой подготовки бронетанковых и механизированных войск РККА.
29 апреля 1944 года направлен на учёбу на ускоренный курс при Высшей военной академии имени К. Е. Ворошилова, после окончания которого в марте 1945 года и назначен на должность командующего войсками Тульского танкового военного лагеря.

### Послевоенная карьера
После окончания войны находился на прежней должности.
В январе 1946 года назначен на должность командующего бронетанковыми и механизированными войсками Горьковского военного округа, в июне того же года — должность старшего инспектора бронетанковых и механизированных войск Главной инспекции Сухопутных войск, в мае 1947 года — на должность заместителя командира 2-го гвардейского стрелкового корпуса по бронетанковым и механизированным войскам (Прибалтийский военный округ), в июне 1949 года — на должность старшего инспектора Инспекторской группы при заместителе главкома Сухопутных войск по боевой подготовке, а в июне 1950 года — на должность начальника Управления заказов и снабжения Главного автотракторного управления Министерства обороны СССР.
В декабре 1953 года генерал-майор танковых войск Ефим Ефремович Кабанов направлен на учёбу на Высшие академические курсы при Высшей военной академии имени К. Е. Ворошилова, но по заключению Военно-врачебной комиссии Главного военного госпиталя от 8 июня 1954 года был признан негодным к военной службе и 25 августа того же года уволен в запас.
Умер 18 января 1977 года в Москве. Похоронен на Химкинском кладбище.

## Воинские звания
- Майор (1935 год);
- Полковник (17 апреля 1938 года);
- Генерал-майор танковых войск (7 июня 1943 года).

## Награды
- Орден Ленина (30.04.1945);
- Три ордена Красного Знамени (08.10.1942, 03.11.1944, 15.11.1950);
- Орден Суворова 2 степени (25.10.1943);
- Медали.